# Katastrofa lotu Saudi Arabian Airlines 163
Katastrofa lotu Saudi Arabian Airlines 163 – wydarzyła się 19 sierpnia 1980 roku, podczas rejsu maszyny saudyjskich linii Saudi Arabian Airlines (nr rejsu: 163) z lotniska w Rijadzie do miasta Dżudda.

## Przebieg lotu
Wieczorem 19 sierpnia 1980 roku z lotniska w stolicy Arabii Saudyjskiej – Rijadzie – wyruszył trzysilnikowy Lockheed L-1011-200 TriStar (nr rejestracyjny: HZ-AHK), rozpoczynając ostatni etap podróży z głównego, pakistańskiego lotniska w Karaczi. Na pokładzie maszyny znajdowało się 287 pasażerów i czternastoosobowa załoga. Lot do Dżuddy rozpoczął się planowo. Wkrótce załoga rozpoczęła wznoszenie na rejsowy pułap FL350 (35 tys. stóp – 10670 m). 
Po 6 minutach i 54 sekundach w powietrzu – o godzinie 21:14 (lokalnego czasu) – w kokpicie maszyny włączył się dźwiękowy i wzrokowy sygnał, informujący o dużych ilościach dymu w tylnej przegrodzie luku bagażowego C-3. W tym czasie odrzutowiec przecinał poziom FL220 (22 tys. stóp – 6 700 m). W sześć minut po pojawieniu się alarmu załoga zdecydowała się na powrót na lotnisko w Rijadzie. 
O 21:22 – w 14 minut po starcie – dym z luku zaczął powoli przenikać do sekcji ogonowej Lockheeda. W miarę jak płomienie zaczęły coraz bardziej rozprzestrzeniać się w przedziale bagażowym samolotu i przedzierać do kabiny pasażerskiej, nastroje zdenerwowania wśród pasażerów rosły. Wkrótce płomienie wtargnęły między fotele, a przerażenie pasażerów przerodziło się w panikę.
O 21:25 przepustnica drugiego silnika uległa zablokowaniu i przestała działać.

## Katastrofa
W trakcie końcowego podchodzenia na pas nr 01 załoga wyłączyła silnik nr 2, który kilka minut wcześniej przestał działać. O 21:36:24 koła samolotu dotknęły pasa startowego. Kapitan zawiadomił wieżę, że za chwilę wyłączy pozostałe silniki i zarządzi ewakuację odrzutowca. Samolot kołował po pasie jeszcze przez ponad dwie i pół minuty. Rejestrator rozmów w kokpicie ulega uszkodzeniu. 
Po kolejnych trzech minutach i 15 sekundach – o 21:42:18 – wyłączono pozostałe silniki. W ciągu następnych minut personel służb ratunkowych wraz z ekipą lotniskowej straży pożarnej na próżno próbował otworzyć wejścia maszyny. Gdy pięć minut po godzinie dziesiątej wieczorem (26 minut po zatrzymaniu samolotu) wreszcie udało się wyłamać drzwi 2R, okazało się, że nikt nie przeżył. 

## Przyczyny katastrofy
Bezpośrednia przyczyna katastrofy (powstania pożaru) pozostaje niewyjaśniona. Wiadomo natomiast, jakie pośrednie czynniki do niej doprowadziły: akcja ratunkowa rozwijała się bardzo źle, opieszałość załogi doprowadziła do zbyt późnego wyłączenia silników, co znacznie spowolniło ewakuację; ekipy ratunkowe gubiły się w odnajdywaniu wyjść awaryjnych Lockheeda. Dodatkowo elementy luku bagażowego C-3, w którym powstał pożar, były wyłożone łatwopalnym materiałem, co przyspieszyło rozprzestrzenianie się pożaru. W luku bagażowym znaleziono również zapałki i kuchenki na butan, nie potwierdzono jednak ich związku z pożarem.
Załoga nie podjęła żadnej decyzji pomimo alarmu w kokpicie, technik pokładowy (inżynier pokładowy) Bradley Curtis bezskutecznie szukał procedur w liście kontrolnej. Procedury nakazują w takim wypadku zawrócić samolot z powrotem na lotnisko. Było to wyraźnie napisane w liście, co po wyjściu inżyniera pokładowego z kokpitu skomentował kapitan nazywając go idiotą (jackass). Ten w celu sprawdzenia sytuacji udał się do luku bagażowego, doprowadzając do niego tlen, co prawdopodobnie podsyciło pożar.
Analiza zapisu Rejestratora Rozmów w Kokpicie (CVR) ujawniła całkowity brak koordynacji załogi samolotu podczas ewakuacji. Kapitan jeszcze przed lądowaniem w odpowiedzi na pytanie stewardessy o ewakuację samolotu, odmówił. Zamiast zaraz po przyziemieniu natychmiast użyć pełnej mocy hamującej, załoga hamowała jedynie łagodnie, w wyniku czego samolot kołował po pasie jeszcze przez 2,5 minuty. Służby ratunkowe musiały gonić samolot, który zamiast zatrzymać się natychmiast po lądowaniu przejechał jeszcze cały pas startowy o długości czterech kilometrów. Padło podejrzenie, że pożar mógł uszkodzić hamulce kół, późniejsze dochodzenie wykazało jednak, że samolot można było zatrzymać awaryjnie. Po zatrzymaniu samolotu służby ratunkowe nie podjęły żadnych czynności przez 3,5 minuty, ponieważ samolot nadal miał włączone silniki 1 i 3. O godzinie 21:42:18 załoga po raz ostatni skontaktowała się z wieżą, powiadamiając o wyłączeniu silników i rozpoczęciu ewakuacji. Nieznana jest również przyczyna, z powodu której stewardessy nie otworzyły drzwi samolotu, mimo że miały uprawnienia, aby zrobić to nawet bez zgody kapitana. Śledztwo nie wykazało żadnych dowodów na próbę otwarcia drzwi od wewnątrz. Pierwszy oficer wykazał się w sytuacji kryzysowej zupełnym brakiem doświadczenia. Mechanik pokładowy przez cały czas powrotu na lotnisko bezskutecznie szukał zaleceń odnoszących się do podobnych sytuacji w podręczniku.

## Narodowości ofiar katastrofy
| Kraj              | Liczba ofiar |
| ----------------- | ------------ |
| Arabia Saudyjska  | 169          |
| Pakistan          | 85           |
| Iran              | 32           |
| Filipiny          | 6            |
| Korea Południowa  | 4            |
| Wielka Brytania   | 4            |
| Stany Zjednoczone | 3            |
| Tajlandia         | 2            |
| Finlandia         | 1            |
| Holandia          | 1            |
| Japonia           | 1            |
| Irlandia          | 1            |
| Razem:            | 301          |

Warto wspomnieć, że inżynier pokładowy Bradley Curtis (urodzony jako Zdzisław Szczęsny w Poznaniu) był synem Henryka Szczęsnego.